# Ibou Faye
Pour les articles homonymes, voir Faye.
Ibou Faye, né le 13 décembre 1969 à Diouloulou (Sénégal) et mort le 26 mai 2025 à Paris, est un athlète sénégalais, spécialiste du 400 mètres haies.

## Biographie
Vainqueur des Jeux africains de 1995, il s'impose dès l'année suivante en finale des Championnats d'Afrique, à Yaoundé, dans le temps de 49 s 60. En 1999, Ibou Faye se classe septième du relais 4 × 400 m lors des Championnats du monde de Séville. Il décroche par ailleurs son deuxième titre consécutif aux Jeux africains de Johannesburg en portant son record personnel à 48 s 30.
Il participe aux Jeux olympiques de 1996 et 2000 mais ne parvient pas à atteindre la finale. Il remporte cinq titres de champion du Sénégal en 1994, 1996, et de 2002 à 2004.
Il meurt le 26 mai 2025 d'une crise cardiaque dans le 10e arrondissement de Paris,,.

### Palmarès
| Date | Compétition            | Lieu             | Résultat | Épreuve     | Temps         |
| ---- | ---------------------- | ---------------- | -------- | ----------- | ------------- |
| 1992 | Championnats d'Afrique | Belle Vue Maurel | 2e       | 4 × 400 m   | 3 min 7 s 67  |
| 1993 | Championnats d'Afrique | Durban           | 3e       | 4 × 400 m   | 3 min 6 s 38  |
| 1995 | Jeux africains         | Harare           | 1er      | 400 m haies | 49 s 12       |
| 1996 | Championnats d'Afrique | Yaoundé          | 1er      | 400 m haies | 49 s 60       |
| 1996 | Championnats d'Afrique | Yaoundé          | 1er      | 4 × 400 m   | 3 min 03 s 44 |
| 1998 | Championnats d'Afrique | Dakar            | 3e       | 400 m haies | 49 s 59       |
| 1998 | Championnats d'Afrique | Dakar            | 1er      | 4 × 400 m   | 3 min 4 s 20  |
| 1999 | Championnats du monde  | Séville          | 7e       | 4 × 400 m   | 3 min 03 s 80 |
| 1999 | Jeux africains         | Johannesburg     | 1er      | 400 m haies | 48 s 30       |
| 2003 | Jeux africains         | Abuja            | 3e       | 400 m haies | 50 s 89       |
| 2003 | Jeux afro-asiatiques   | Hyderabad        | 2e       | 400 m haies | 50 s 8        |

### Records
| Épreuve     | Performance | Lieu         | Date              |
| ----------- | ----------- | ------------ | ----------------- |
| 400 m haies | 48 s 30     | Johannesburg | 17 septembre 1999 |